# Kamrergatan

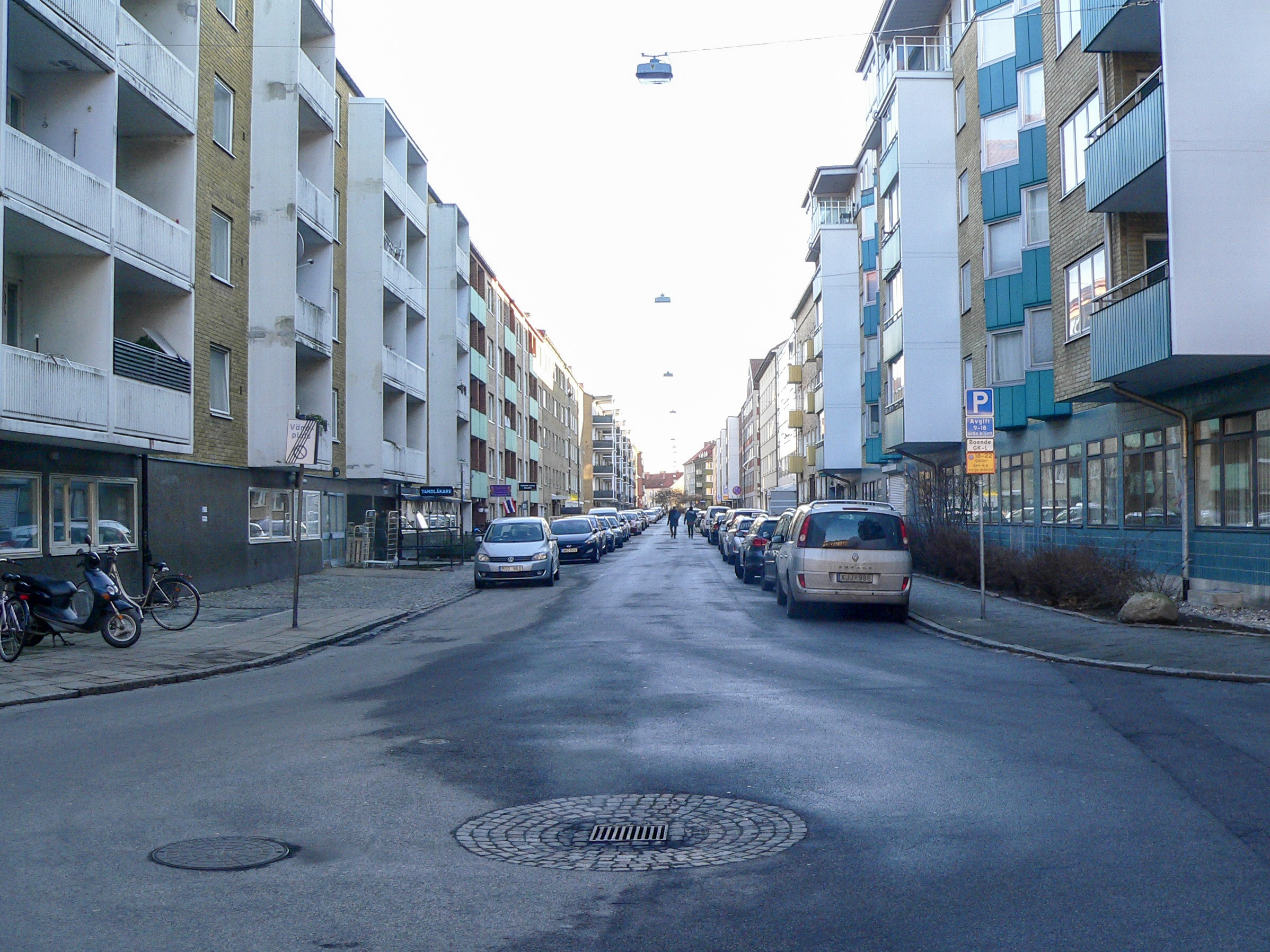
Kamrergatan sedd mot sydost från vändplatsen vid Föreningsgatan.

Kamrergatan är en mindre gata i de centralare delarna av Malmö, belägen i delområdet Västra Sorgenfri och stadsområde Norr. Den sträcker sig från Föreningsgatan (men ej längre ansluten till denna) mot sydost till S:t Knuts väg. Vid gatan finns det mestadels bostäder i flervåningshus. Dock återfinns enstaka butiker, frisör och bilförsäljning.
Kamrergatan finns på stadsingenjör Jöns Åbergs karta från 1882 och namnet fastställdes 1889. Den fick sitt namn efter kronouppbördskamrer Anders Herman Laurell (1844-1916), som från 1875 tillsammans med disponent Axel Albert Edgren (1845-88) var ägare till en jordlott där Kamrergatan (och Disponentgatan) kom att gå fram.
År 1932 förlängdes Kamrergatan från S:t Knuts väg fram till Mäster Palmsgatan. Denna nya sträcka erhöll dock 1974 namnet Bokhållaregatan, vars namn är inspirerat av Kamrergatan utan att åsyfta någon bestämd person.